# TuSpo Ziegenhain

Vereinslogo

Der TuSpo Ziegenhain (vollständiger Name Turn- und Sportverein 1886 Ziegenhain e.V.) ist ein Sportverein in Schwalmstadt im Schwalm-Eder-Kreis. Zu den Abteilungen gehören unter anderem Freizeitfußball, Gymnastik, Handball, Jedermannsport, Leichtathletik, Sportklettern, Tennis, Tischtennis, Trampolin, Turnen und Volleyball. Der TuSpo Ziegenhain ist der Veranstalter des jährlich stattfindenden Silvesterlaufs, einem offiziellen genehmigtem Volkslauf. Mit über 800 Mitgliedern zählt der Verein zum größten Sportverein in Schwalmstadt.
Die erste Fußballmannschaft spielte neun Jahre in der damals drittklassigen Oberliga Hessen und nahm einmal am DFB-Pokal teil, bevor die Fußballabteilung im Jahr 2003 mit der Fußballabteilung des ESV Jahn Treysa zum 1. FC Schwalmstadt fusionierte.

## Geschichte
Zur „körperlichen Ertüchtigung“ wurde am 4. Oktober 1886 der Turn-Verein Ziegenhain gegründet. Neben dem Turnen wurden andere Sportarten erst viel später berücksichtigt. Zu dieser Zeit gab es als weiteren Verein auch noch den „Radfahrer-Verein Ziegenhain“. Im 1. und 2. Weltkrieg erstarrten meist sämtliche Aktivitäten. Ab 1919 schlossen sich auch Damen den Turnern an und gründeten eine Damenriege. Etwa zur gleichen Zeit gründeten fußballbegeisterte junge Männer den VfB Ziegenhain, der nach vorübergehender Auflösung wegen der unruhigen Zeiten in 1929 wieder neu gegründet wurde. Dieser Verein wurde 1933 durch Zusammenschluss in den Turnverein 1886 Ziegenhain integriert. Der junge Verein hatte damals schon die Sparten Turnen, Faustball, Fußball, Schwimmen und Leichtathletik. Durch die Machtübernahme der Nationalsozialisten fand ab 1935 die Gleichschaltung aller Vereine statt; der eigentliche Sportbetrieb des Vereines fand trotz vorhandener Übungsleiter bzw. Trainer nicht mehr statt. Die „Jugendarbeit“ wurde gemeinsam mit den Dienststellen der Hitler-Jugend durchgeführt. Sechs Monate nach dem 2. Weltkrieg in 1945 wurde unser Verein wieder neu aktiviert, besonders Fußball sollte bald wieder gespielt werden; doch es dauerte leider noch einige Jahre, bis sich auch Turner wieder sportlich betätigten. Schon bald wurde über den YMCA Tischtennis gespielt und 1951 eine eigene Abteilung gegründet.
Feldhandball und Boxen gab es seit 1948. Ebenfalls in 1951 gab es den Zusammenschluss mit den Fußballern des Rot/Weiß Ziegenhain und ein regelmäßiger Spielbetrieb fand wieder statt. Die Heimspiele fanden zunächst auf der „Lämmerweide“ und später im Stadion am Fünftenweg statt. Weitere neue Abteilungsgründungen waren 1958 die Frauengymnastik, 1962 der Jedermannsport, 1969 Volleyball und 1982 Tennis, nachdem die Sportanlage fertiggestellt wurde und das Tennishaus in Planung war. Die Basketballabteilung bestand nur von 1970 bis 1974. Ab 1972 wurde Handball auch in der Halle gespielt. Die Abteilungen Sportklettern, Trampolin und Koronarsport wurden um die Jahrtausendwende gegründet.
Das Vereinsheim am Stadion am Fünften wurde 1978 eingeweiht, das Stadion wurde später in Herbert-Battenfeld-Stadion umbenannt. In 2002 wurde mit dem 1. FC Schwalmstadt ein neuer Fußballverein aus den Fußballabteilungen des ESV Jahn Treysa und des TuSpo Ziegenhain gegründet.

## Fußballabteilung

### Geschichte der Fußballabteilung
Der Fußballverein entstand im Jahre 1951 durch die Fusion des 1886 gegründeten TV Ziegenhain mit dem SV Rot-Weiß Ziegenhain. Im Jahre 1970 stieg die Mannschaft in die Landesliga Hessen-Nord auf. Sieben Jahre später wurde TuSpo Vizemeister hinter dem VfB Schrecksbach, ehe zwei Jahre später der Aufstieg in die Oberliga Hessen gelang. Nach einem neunten Platz in der Aufstiegssaison erreichte TuSpo in der Saison 1980/81 den vierten Platz. Ebenfalls 1981 gewann die Mannschaft nach einem 3:0-Sieg über Viktoria Griesheim den Hessenpokal. In der ersten Runde des DFB-Pokals unterlagen die Ziegenhainer bei Rot-Weiß Oberhausen mit 3:5.
Nachdem der erfolgreiche Trainer Rolf Birkhölzer den Verein gen FSV Frankfurt verließ rutschten die Ziegenhainer ins Mittelfeld der Tabelle zurück. 1985 schaffte die Mannschaft erst nach einem 1:0-Entscheidungsspielsieg im neutralen Gießen gegen den RSV Würges den Klassenerhalt. Drei Jahre später stieg TuSpo schließlich aus der Oberliga Hessen ab und kämpfte auch in den folgenden Landesligajahres um den Klassenerhalt. Im Jahre 1992 stieg die Mannschaft in die Bezirksoberliga ab und kehrte erst im Jahre 2001 zurück. Am 3. April 2003 fusionierte die Fußballabteilung des TuSpo mit dem ESV Jahn Treysa zum 1. FC Schwalmstadt.

### Spieler
- Rolf Birkhölzer (1978–1981)

### Trainer
- Nikolaus Semlitsch

## Silvesterlauf
Jedes Jahr zu Silvester findet der traditionelle Silvesterlauf auf einer 2,7 km langen Rundstrecke durch den in zwischen Schwalmstadt und Leimsfeld gelegenen Schützenwald statt. Der Start des Laufs befindet sich an der ehemaligen Klinik für Geriatrie. Der Silvesterlauf findet jährlich seit 1970 statt und ist der letzte Lauf des KSK-Schwalm-Eder-Laufcups. Die Streckenlänge beträgt 2.740 m (eine Runde) oder 8.100 m (drei Runden). In den Jahren 2020 und 2021 wurde der Silvesterlauf aufgrund der Coronapandemie abgesagt.